# Mlada Lypowezka

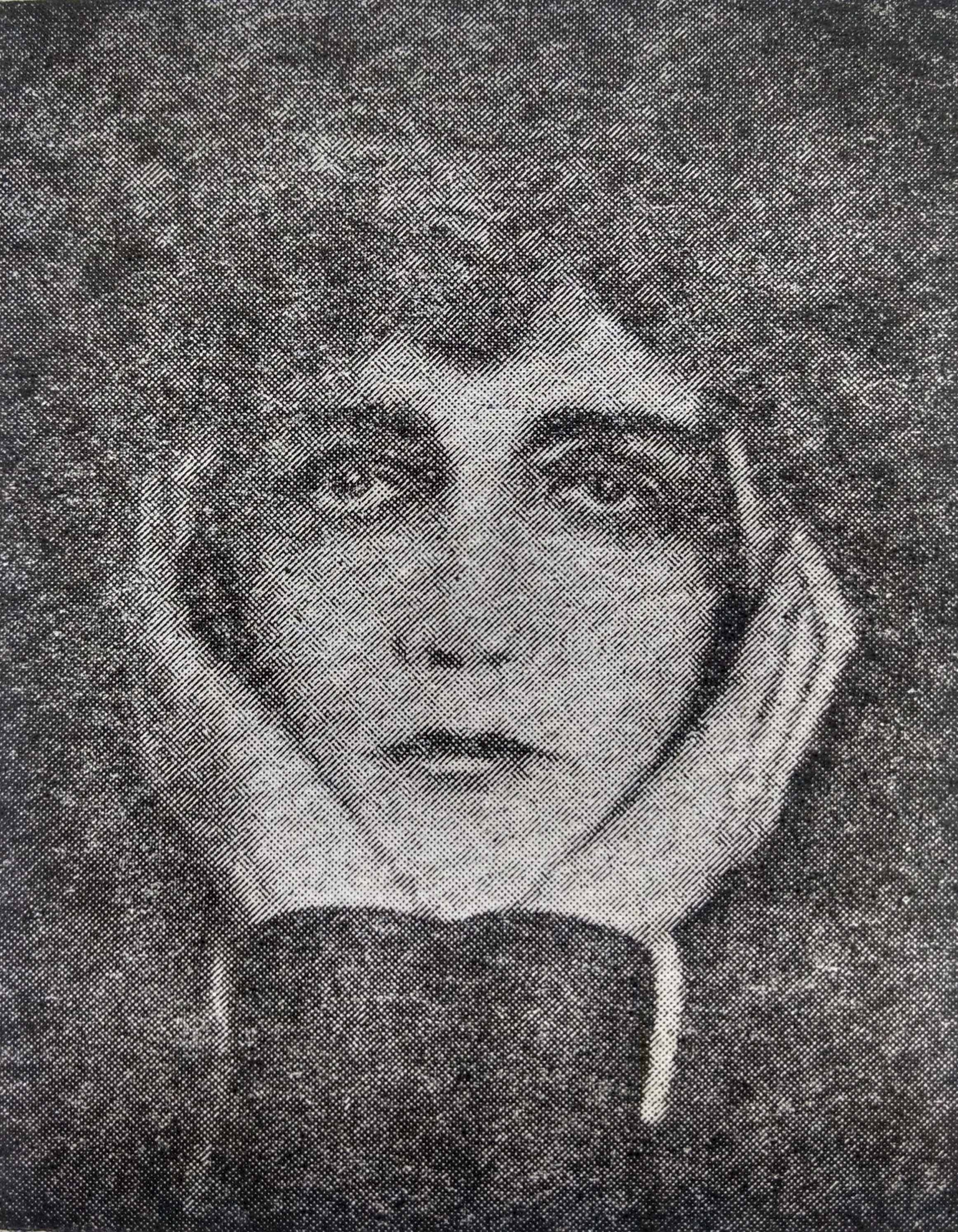
Mlada Lypowezka (1922)

Mlada Lypowezka (ukrainisch Млада Липовецька, bürgerlich Rajissa Norljander, ukrainisch Раїса Норляндер, * 1897 im Gouvernement Wolhynien; † 1963 in Turin) war eine ukrainischstämmige italienische Sängerin, Übersetzerin und Journalistin. 

## Leben
1914 schloss sie das Nikolajew-Institut für Waisenmädchen in Sankt Petersburg ab und ging im selben Jahr nach Italien, um Gesang zu studieren. Sie gab Konzerte und nahm an Konferenzen teil, an denen sie ukrainische Volkslieder förderte. Sie war eine der Gründerinnen des ukrainischen Zentralkomitees in Rom. Zudem war sie Mitglied der Redaktion der Zeitschrift La voce dell'Ucraina und des Bulletin Ufficio Ucraino della Stampa (1919–20), die vom ukrainischen Pressebüro bei der diplomatischen Vertretung der Ukrainischen Volksrepublik in Rom gegründet wurden.
Nachdem sie ihre Stimme verlor übersetzte sie ab 1919 Werke ukrainischer Dichterinnen und Dichter ins Italienische, darunter von Lessja Ukrajinka, Iwan Kotljarewskyj, Iwan Franko, Oleksandr Oles und Taras Schewtschenko. Sie verfasste auch publizistische Artikel zur Geschichte und Kultur der Ukraine, die in den Zeitschriften La voce dell'Ucraina und Ucraina in Turin veröffentlicht wurden. Sie besuchte mit Sofija Rusowas Unterstützung als jüngste Delegierte den internationalen Frauenkongress am 20. Mai 1923 in Rom.
Gemeinsam mit ihrem Ehemann Cesare Meano übersetzte sie 1926 eine Sammlung ausgewählter Lyrikwerke aus der Gedichtsammlung Kobsar. Sie enthielt 38 Gedichte mit einem Vorwort von Lypowezka über Schewtschenkos Leben und Werk. Einige der Übersetzungen wurden 1931 und 1932 in der Zeitschrift Ucraina veröffentlicht. 1930 veröffentlichte sie in Turin eine kulturell-literarisch-publizistische Zeitschriftensammlung in Form einer Broschüre, die ihre Übersetzungen von Schewtschenkos Gedichten, begleitet von ihren Kommentaren und Reflexionen zur Geschichte und Literatur der Ukraine, enthielt. 1959 nahm sie mit Unterstützung der ukrainisch-italienischen Gesellschaft an den Jubiläumsfeierlichkeiten anlässlich des Tags der ukrainischen Einheit in Rom teil.